# Tettsū Gikai
Tettsū Gikai (徹通義介?; 1219 – 1309) è stato un monaco buddista giapponese, riconosciuto come il terzo patriarca della scuola Zen Sōtō e terzo abate del monastero centrale di Eihei-ji.
Egli iniziò la propria pratica buddista come discepolo della Daruma shi di Ekan, prima di seguire Eihei Dōgen nella propria fondazione di una nuova scuola.
Gikai ricevette la trasmissione del Dharma dal successore diretto di Dōgen, Koun Ejō, e alla sua morte ne divenne a sua volta l'erede.
Poco tempo dopo, venne coinvolto nella crisi della propria comunità conosciuta come sandai sōron, la "disputa della terza generazione", che lo vide contrapposto ad altri studenti di diverse convinzioni, come Jakuen, Gien o Giin, suoi compagni di pratica sia nella Daruma shu che come discepoli autorevoli di Dōgen, che rivendicavano di essere più adatti a ricoprire il suo ruolo.
Questa controversia rimase irrisolta fino alla sua morte e proseguì per molto tempo dopo.
Gikai diventò una figura impopolare per molti monaci del proprio monastero poiché introdusse pratiche esterne agli insegnamenti di Dōgen con il fine di rendere la scuola Sōtō più familiare e più vicina alla sensibilità dei laici giapponesi, distanti da una pratica severa, maggiormente dedita ai monaci, come era quella insegnata direttamente dal proprio maestro. Proprio per questo, però, Gikai riuscì a convincere molti monaci della propria comunità e le proprie innovazioni contribuirono ad ispirare una successiva formalizzazione che avrebbe determinato la forma della scuola Sōtō fino ad oggi.
Quando si trasferì lontano dalla provincia di Kaga, determinò la prima espansione della propria scuola e il suo discepolo Keizan Jōkin, formato sullo Zen che Gikai introdusse a Daijo-ji, divenne la seconda figura più riconosciuta nella storia della scuola Sōtō dopo Dōgen, diffondendo il proprio insegnamento in ogni parte del Giappone.

## I primi anni
Tettsū Gikai nacque nel 1219 in un paese contadino della provincia di Echizen chiamato Inazu. 
La sua famiglia era parte del potente clan Fujiwara, che si faceva risalire al famoso generale Fujiwara no Toshihito. Questo clan diede i natali a monaci prominenti della regione, e altri parenti strinsero alleanze con la famiglia Hatano, che figurò tra i donatori più generosi della prima scuola Sōtō. Divenne un monaco nella Daruma shu all'età di dodici anni al monastero Hajaku-ji, vicino al luogo dove lo Eihei-ji sarebbe stato fondato. Il suo maestro fu Ekan, discepolo di Kakuan, a sua volta diretto discepolo del fondatore Nōnin.
Il suo forte legame con Echizen e la sua élite buddista giocarono un ruolo importante nella sua preminenza nella scuola Sōtō dei primi anni.

## L'avvicinamento a Dōgen e la formazione nella sua scuola
Poco tempo dopo essere diventato monaco, Gikai si trasferì al tempio Tendai del monte Hiei per un certo tempo per perfezionare la propria pratica, rimanendo nonostante ciò discepolo di Ekan.
Nel 1241, molti dei seguaci della Daruma shu vennero coinvolti nella fondazione di un sangha di Dōgen, che al tempo aveva sede al Kannondori, o Kōshō-ji, nelle vicinanze di Kyoto, tra cui Gikai e il suo maestro, di cui lui continuò comunque a considerarsi discepolo. Nel 1243, poco dopo il trasferimento di Dōgen e il suo sangha presso Echizen, dove Eihi-ji sarebbe stato costruito, a Gikai venne attribuito l'incarico di tenzo, che veniva assegnato solo a monaci di una certa esperienza, ma molto probabilmente fu determinante la sua esperienza sul posto per trovare donatori di cibo nella provincia in cui era nato e cresciuto.
Nel 1251, una decina di anni dopo, Ekan riconobbe a Gikai la trasmissione del Dharma del proprio lignaggio, volendo evitare di morire senza lasciare un successore.
Quattro anni dopo, nel 1255, egli riuscì a conseguire anche la trasmissione dal vecchio compagno nella Daruma shu e dal successore di Dōgen, diventando la guida della propria scuola

## Alla guida di Eihei-ji
Nel 1267 Tettsū Gikai divenne abate di Eihei-ji in seguito al ritiro del precedente, Koun Ejō, per una malattia. Il suo legame con i due maggiori mecenati del monastero fu un'altra volta determinante per questo risultato. L'anno successivo, però, Gikai si ritirò dal suo ruolo sostituito dal compagno Gien, di cui abbiamo poche notizie.
Gikai visse i vent'anni successivi prendendosi cura della madre presso Eihei-ji e visitando occasionalmente il monastero per varie ragioni. Nel 1280 si prese cura del predecessore Ejō nei giorni prima della sua morte. Durante questo periodo, Ejō avrebbe trasmesso a Gikai le sue vesti, che a sua volta aveva ricevuto da Dōgen. 
Nove giorno dopo, Ejō morì e Gikai fece commemorare la morte del maestro con un anno di cerimonie. Durante questo periodo, sorse il conflitto tra lui e i sostenitori di un altro successore di Ejō, Jakuen, che spinsero Gikai ad abbandonare definitivamente Eihei-ji nel 1287 nonostante il supporto personale del maggiore mecenate del monastero.

## Guida di Daijo-ji e morte
Gikai lasciò Eihei-ji e viaggiò verso la vicina provincia di Kaga, dove divenne il secondo abate del tempio Shingon di Daijo-ji nel 1293, per poi rifondarlo come monastero Zen sotto la sua guida. Il primo abate, Chokai, probabilmente conobbe il suo successore durante i suoi primi anni nel tempio di Hajaku-ji. Più tardi, Daijo-ji venne sovvenzionato da Togashi Iehisa del clan Fujiwara, da cui Gikai proveniva.
L'ex-abate di Eihei-ji venne seguito nel suo viaggio da parecchi dei suoi discepoli nel sangha di Dōgen, tra cui Keizan Jōkin, Meihō Sotetsu e Gasan Jōseki. Due anni dopo, avrebbe riconosciuto la successione del Dharma a Jokin, e nel 1298 lo nominò abate, affiancandolo però fino alla propria morte.
Dal 1306 la salute di Gikai cominciò a peggiorare. Durante questo periodo, egli ordinò tutti i lavoratori laici nel tempio.
Morì nel 1309. Keizan lo sostituì come abate per soli due anni, dopo i quali cedette il proprio ruolo a Meihō Sotetsu. Dopo poco tempo, però, il laico promotore del monastero fece pressioni perché l'abate Meihō cedesse il posto ad un monaco Rinzai per ragioni non chiare. Keizan lo considerò un tradimento rispetto alla figura del maestro, e dopo qualche tempo Meihō tornò alla guida del Daijo-ji.